# Marian Kozerski
Marian Kozerski (ur. 12 sierpnia 1945 w Proszowicach) – polski piłkarz, napastnik, skrzydłowy.
Wychowanek Proszowianki Proszowice. Następnie grał w Stali Kraśnik, a w pierwszej lidze występował w barwach Stali Rzeszów. W drugiej połowie lat 60. miał poważną propozycję z Górnika Zabrze, wielokrotnego mistrza Polski, ale nie dostał zgody na transfer od Stali. Grał także w drugiej lidze francuskiej, a po powrocie do kraju w Resovii. Po zakończeniu kariery sportowej został trenerem grup juniorskich w tym klubie.
W lipcu 1971 zawarł związek małżeński z Hanną Nowak.

## Reprezentacja Polski
W reprezentacji Polski debiutował 20 kwietnia 1969 w meczu z Luksemburgiem, ostatni raz zagrał w 1971. Łącznie w biało-czerwonych barwach rozegrał 8 oficjalnych spotkań i strzelił 2 bramki.
| lp. | Data                 | Miejsce   | Przeciwnik     | Rezultat | Rozgrywki       | Grał          | Uwagi |
| --- | -------------------- | --------- | -------------- | -------- | --------------- | ------------- | ----- |
| 1.  | 20 kwietnia 1969     | Kraków    | Luksemburg     | 8-1      | elim. MŚ 1970   | od 84'        |       |
| 2.  | 30 kwietnia 1969     | Ankara    | Turcja         | 3-1      | towarzyski      | od 46' do 72' |       |
| 3.  | 2 maja 1970          | Budapeszt | Węgry          | 0-2      | towarzyski      | 90'           |       |
| 4.  | 6 maja 1970          | Poznań    | Irlandia       | 2-1      | towarzyski      | 90'           | Gol   |
| 5.  | 16 maja 1970         | Kraków    | NRD            | 1-1      | towarzyski      | 90'           |       |
| 6.  | 19 maja 1970         | Kopenhaga | Dania          | 2-0      | towarzyski      | do 45'        |       |
| 7.  | 25 października 1970 | Praga     | Czechosłowacja | 2-2      | towarzyski      | 90'           | Gol   |
| 8.  | 12 maja 1971         | Tirana    | Albania        | 1-1      | elim. Euro 1972 | od 45'        |       |